# Margaret Mee
Margaret Ursula Mee, nata Brown (Chesham, 22 maggio 1909 – Seagrave, 30 novembre 1988), è stata un'illustratrice, esploratrice e attivista britannica.
Ha dedicato oltre trent'anni della sua vita all'esplorazione di remote regioni della foresta amazzonica brasiliana. Per le sue scoperte di nuove specie e le sue dettagliate illustrazioni di piante ormai estinte o in via di estinzione, nel 1976 è stata nominata Membro dell'Ordine dell'Impero Britannico e nel 1979 insignita dell'Ordine Nazionale della Croce del Sud, la più alta onorificenza al merito del Brasile. La sua è stata una delle prime voci a denunciare il grave impatto ambientale dell'industria estrattiva su larga scala e della deforestazione in Amazzonia.

## Biografia

### Primi anni
Margaret Ursula Brown nasce nel 1909 in un cottage nei pressi di Chesham, in una famiglia molto unita e di modeste origini. Insieme alle due sorelle e al fratellino, trascorre un'infanzia felice tra le fattorie e i campi del Buckinghamshire fino allo scoppio della Grande Guerra, quando sono costretti a trasferirsi sulla costa, vicino Brighton.
In famiglia vive anche la sorella della madre, Ellen Mary Churchman, che lavora come illustratrice di libri per l'infanzia, occupazione senz'altro insolita per una giovane donna dell'epoca. La Churchman ha un grande ascendente sulla nipote che, fin dalle elementari, dimostra subito una spiccata attitudine per il disegno e molta curiosità per il mondo vegetale.
A guerra ormai finita la famiglia ritorna a Chesham, dove il talento di Margaret viene elogiato e incoraggiato dal suo insegnante d'arte delle superiori. Prosegue poi i suoi studi alla Scuola d'Arte di Watford e in seguito inizia ad insegnare per un breve periodo a Liverpool.

### Impegno politico
Durante gli anni '30 muove i suoi primi passi come attivista nelle lotte per i diritti dei meno privilegiati e contro i regimi fascisti che serpeggiano in Gran Bretagna, e hanno preso il potere in Germania, Italia e Spagna.
Nel 1933 assiste a Berlino all'incendio del Palazzo del Reichstag, al successivo boicottaggio ebraico e ai grandi roghi in cui si bruciano libri di Brecht, Darwin, Einstein, Kafka, fra moltissimi altri.
L'anno in cui scoppia la guerra civile spagnola, si iscrive al Partito Comunista e sposa Reginald Bruce Bartlett, diventando come lui rappresentante sindacale.
Nel 1937 si rivolge al Congresso del TUC, la Federazione Sindacale del Regno Unito che unisce 48 fra i maggiori sindacati, per proporre l'innalzamento dell'obbligo scolastico. In seguito le viene offerto un lavoro con il leader laburista Ernest Bevin, che però rifiuta.
Durante la seconda guerra mondiale lavora come disegnatrice presso la de Havilland Aircraft Company e nel 1943, dopo una lunga separazione, divorzia dal marito.
Al termine della guerra rifiuta altresì una posizione permanente alla de Havilland per tornare alla pittura e ai suoi studi. Si iscrive quindi ai corsi serali della Saint Martin's School of Art, dove conosce il suo futuro compagno Greville Mee, e ben presto è ammessa al prestigioso Camberwell Collage of Arts. Qui, grazie al suo talento, si guadagna una borsa di studio e diventa allieva di Victor Pasmore, capofila della Euston Road School.

### Amazzonia
Nel 1952 vola a San Paolo in visita alla sorella che, trasferitasi qualche anno prima con il marito, si era poi seriamente ammalata. Greville Mee la raggiunge un paio di mesi dopo via mare, con il resto dei bagagli e l'intenzione iniziale di fermarsi in Brasile non più di tre o quattro anni.
Trova quindi lavoro come insegnante d'arte alla British School di San Paolo, intorno a cui gravita quella comunità britannica dai numerosi legami con l'élite brasiliana. Nel frattempo resta sempre più affascinata dalla lussureggiante flora tropicale che circonda la città e nel 1956, a 47 anni, parte per Belém, per la prima delle quindici spedizioni che l'hanno vista addentrarsi nel bacino amazzonico nell'arco di trent'anni.
Il viaggio è lungo e impervio, tra anaconde giganti, rane velenose e pipistrelli vampiro.  Ciò nonostante rientra a San Paolo con una numerosa collezione di schizzi e meticolosi studi botanici, grazie ai quali ottiene un incarico come illustratrice presso l'Istituto di Botanica di San Paolo e una prima mostra alla Associação Brasileira de Culturas Inglesas.
Nel 1959 una mostra a Rio de Janeiro le da più ampia visibilità, le sue illustrazioni vengono apprezzate e vendute su scala internazionale. Stringe una sincera e duratura amicizia con il noto architetto paesaggista Roberto Burle Marx, e fa conoscenza con il dottor Lyman Smith dello Smithsonian, con cui avrà modo di collaborare in seguito.
Insieme partono infatti nel 1962, verso il Mato Grosso. Durante questa sua seconda spedizione si ammala gravemente di malaria, ma ciò non le impedisce di riportare all'Istituto di Botanica diversi campioni, fra cui due nuove specie da classificare.
La sua terza spedizione è del 1964, anno in cui si instaura la dittatura militare che, fin da subito, adotta su larga scala politiche di sfruttamento massivo delle risorse ambientali. In questa occasione scopre una nuova varietà di Heliconia e una nuova specie appartenente alle Bromeliacee, per le quali ha particolare predilezione. Entrambi gli esemplari portano il suo nome. Quello stesso anno il Museu de Art di San Paolo presenta una sua collezione di opere intitolata Flora Brasilica, che contribuisce a consolidare la sua reputazione presso numerosi botanici e artisti in Brasile e nel Regno Unito.
Grazie alle sue scoperte comincia a farsi notare sempre più da prestigiose organizzazioni internazionali, dandole l'opportunità di segnalare i pericoli della deforestazione e l'urgenza di preservare tanto la foresta amazzonica quanto le popolazioni amerinde.
Nel 1967 si reca negli a Washington D. C. per una conferenza al Dumbarton Oaks, un noto centro di studi e di ricerca sulle civiltà precolombiane e architettura del paesaggio. Visita poi lo Smithsonian Institution e ottiene un finanziamento dalla National Geographic Society per la sua quarta spedizione.
Nel 1968 vola a Londra in occasione di una sua mostra e della pubblicazione del suo catalogo Flowers of the Brazilian Forests, un'edizione prestigiosa a tiratura limitata, a cui la stampa londinese del tempo da molto risalto. Al suo arrivo però si ammala di una forma grave di epatite e le occorreranno due anni per ristabilirsi. Nel frattempo pubblica, insieme al botanico Lyman Smith, The Bromeliads, Jewels of the Tropics.
Appena terminata la convalescenza parte per la sua sesta spedizione. È il 1970 e persiste la dittatura, la libertà di parola è fortemente limitata. La foresta che ha imparato a conoscere è molto cambiata e anche il suo stile cambia: lo sfondo delle sue illustrazioni non è più solo bianco, come di prassi, ma iniziano ad apparire scorci della ricca vegetazione in secondo piano, a sottolineare il rapporto di reciproca dipendenza fra pianta e ambiente e la necessità di difendere la biodiversità.
Tra il 1971 e il 1972 porta a termine due spedizioni finanziate con la Guggenheim Fellowship, scoprendo due nuovi esemplari di Bromeliacee. Anche nelle regioni più remote è accompagnata solo da qualche guida locale e si sposta spesso in canoa, diventando testimone oculare della devastazione attorno a Manaus, così come riporta in un suo rapporto per l'Istituto di Sviluppo Forestale brasiliano.
Nel 1975, in occasione della sua decima spedizione, le viene riconosciuta la cittadinanza onoraria di Rio de Janeiro. L'anno successivo viene insignita dell'Ordine dell'Impero Britannico.
Tra il 1979 e il 1980 riceve l'Ordine Nazionale della Croce del Sud e con il supporto del governo brasiliano pubblica l'imponente catalogo Flores do Amazona. Inaugura inoltre una sua mostra al Museo di Storia Naturale di Londra.
Nel 1986 una sua esposizione al Missouri Botanical Garden le fornisce l'occasione di promuove una nuova campagna contro l'inquinamento ambientale e la minaccia di estinzione di intere specie. Nello stesso anno viene iscritta fra i membri della Società Linneana di Londra.

### L'ultimo viaggio

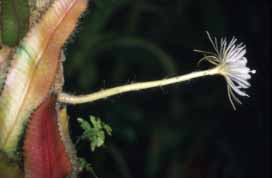
Fiore di Strophocactus wittii

Margaret Mee ha quasi 79 anni ed ha da poco subito una seconda operazione all'anca quando intraprende la più nota fra le sue spedizioni. Insieme all'amico scrittore e documentarista Tony Morrison, progettano un'ultima spedizione lungo il Rio Negro con l'obiettivo di riuscire a filmare lo sbocciare della rara flor da lua mentre lei è intenta a ritrarlo. Come racconta in un'intervista del 1988, per oltre vent'anni ha desiderato immortalare il momento della fioritura dello Strophocactus wittii, che sboccia solo una volta all'anno e i cui peculiari fiori bianchi durano solo dal tramonto all'alba.
Quando sia la BBC che il National Geographic si ritirano dal progetto, ritenendo l'esito incerto e l'investimento troppo rischioso, la spedizione viene finanziata da Tony e Marion Morrison, con i limitati fondi della loro piccola casa di produzione indipendente, la Nonesuch Expeditions.
Al principio del 1988 vengono ultimati i preparativi finali, la fioritura del cactus è prevista tra fine aprile e gli inizi di maggio. La Mee ha subito una seconda operazione all'anca e viene deciso che insieme alla piccola troupe resti in attesa a Manaus, a nove ore di barca dal campo base da dove un collaboratore pattuglia tutti i giorni le rive del Rio Negro per sorvegliare lo sviluppo della pianta. Pochi giorni prima del suo settantanovesimo compleanno arriva il segnale di via libera. Disegnando per tutta la notte alla luce di torce portabili, riesce a ritrarre ogni stadio della fioritura del fior di luna.
A novembre dello stesso anno la Nonesuch Expeditions pubblica In Search of Flowers of the Amazon Forests, che raccoglie i diari inediti dei suoi viaggi, corredati da 134 illustrazioni a colori e schizzi di oltre 100 specie di piante amazzoniche. L'ultimo capitolo descrive i retroscena e il successo dell'ultima spedizione.
Margaret Mee rientra in Inghilterra il 23 novembre, in occasione di una grande mostra in programma ai Kew Gardens per celebrare l'uscita del suo libro. Pochi giorni dopo muore tragicamente a seguito di un incidente stradale allo svincolo della A46 per Seagrave, a circa 9 miglia da Leicester. È il 30 novembre 1988.
Una cerimonia per commemorare la sua vita, il suo lavoro e le sue campagne ambientaliste si tiene il 16 gennaio 1989 in una cappella nei pressi dei Kew Gardens. A maggio le sue ceneri vengono sparse nel Rio Negro, dal marito e i suoi più intimi amici e collaboratori. Affissa ad un albero, nel cuore della foresta pluviale, una semplice placca testimonia la sua dedizione nel documentare la flora amazzonica.

## Lascito

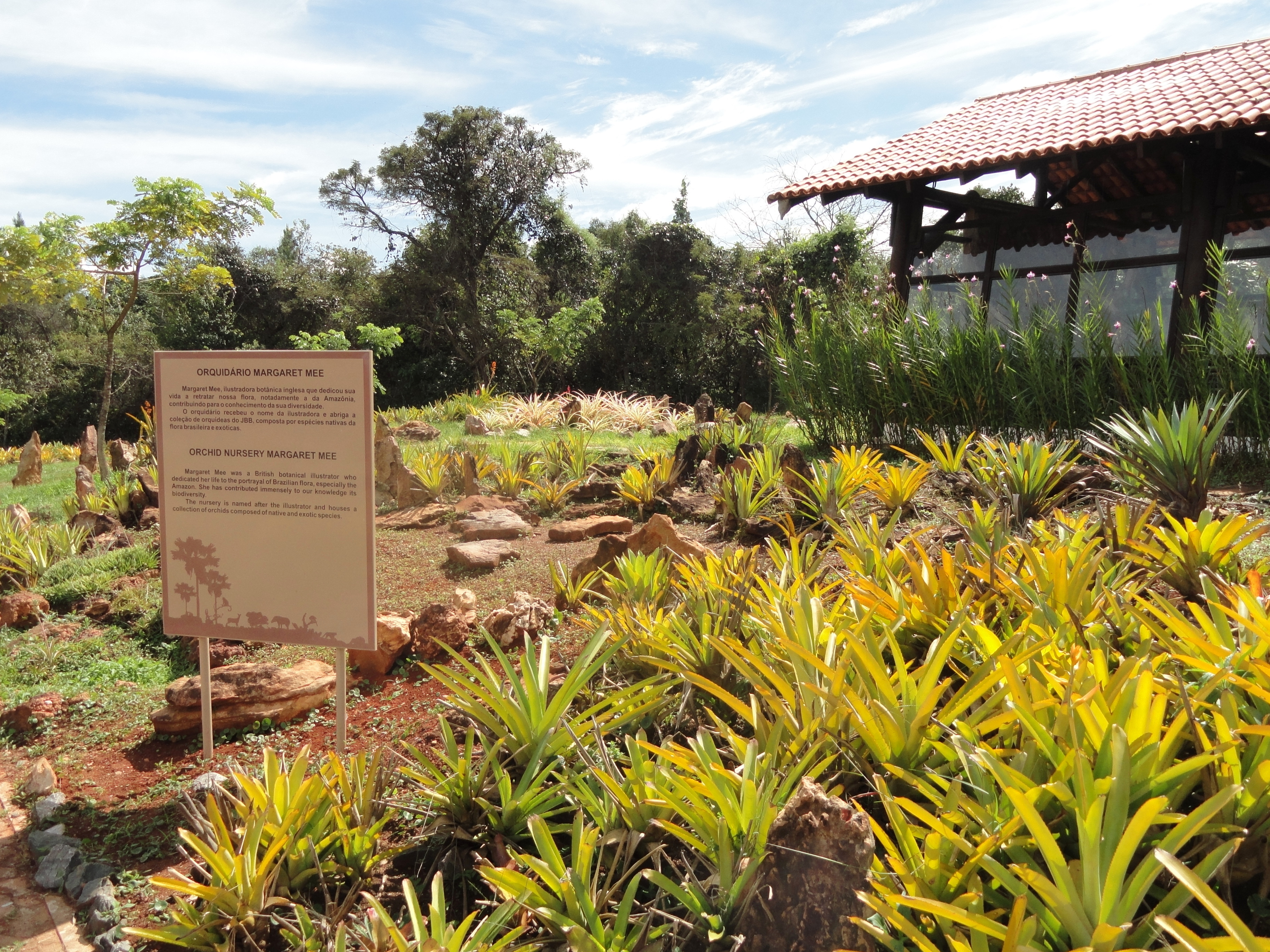
Vivaio di orchidee "Margaret Mee" del Giardino Botanico di Brasilia

Nel corso della sua carriera Margaret Mee ha prodotto 40 quaderni di schizzi, 15 diari e 400 fogli di illustrazioni a guazzo, molte dei quali fanno parte della collezione del Royal Botanic Gardens, Kew. Aveva una particolare predilezione per le bromeliacee e le orchidee e nel Giardino Botanico di Brasilia le è stato intitolato un vivaio.
Dalle sue quindici spedizioni ha riportato diverse nuove specie, di cui almeno cinque portano il suo nome. Il suo lavoro è giudicato prezioso non solo per aver portato alla luce specie sconosciute, ma perché documenta un intero ecosistema che sta scomparendo.
A differenza della maggior parte degli illustratori suoi predecessori e contemporanei, ha dipinto solo piante dal vivo, collezionandone altre da trapiantare per poterle illustrarle in seguito. Il suo stile unico che sintetizza accuratezza scientifica e bellezza artistica continua ad essere di ispirazione per nuovi talenti. Di esempio per tutti la sua tenacia e dedizione alla tutela dell'ambiente, riconosciute nel 1990 dall'UNEP che ha iscritto il suo none nell'albo d'onore Global 500.

### Il Margaret Mee Amazon Trust
Nel 1988, dopo lunghe trattative, viene istituito il Margaret Mee Amazon Trust, (MMAT) che poco alla volta acquista la “Amazon Collection”, una raccolta delle 60 sue migliori opere che Margaret ha tenuto per sé a partire dagli anni '70 e che rappresentano fiori ormai estinti o in via di estinzione. Il MMAT ha il compito di preservare intatta la collezione e renderla accessibile al pubblico, inoltre si impegna a promuovere gli studi botanici e la ricerca sulla vita e conservazione della flora amazzonica. Il MMAT opera fino al 1996, raccogliendo inoltre fondi per finanziare borse di studio rivolte a studenti brasiliani che desiderano studiare nel Regno Unito o svolgere ricerche sul campo in Brasile.
Al suo scioglimento, il programma di borse di studio passa al Royal Botanic Gardens, Kew che, dal 1996 fino al 2007 lavora in stretta collaborazione con la Fundação Botânica Margaret Mee (FBMM) di Rio de Janeiro, creata nel 1989. A partire dal 2007, per scarsità di fondi, il programma eroga una sola borsa di studio all'anno della durata di cinque mesi, mentre la FBMM si trasforma in Fundação Flora de Apoio à Botânica.

### Margaret Mee e a Flor da Lua - Margaret Mee and the Moonflower
Nel 2012 il regista brasiliano Malu De Martino ha realizzato un film documentario basandosi sui filmati originali girati nel 1988 durante l'ultima spedizione di Margaret Mee, alla scoperta del Fiore di Luna. Comprende interviste a importanti ricercatori come Carmem Fidalgo, artista botanica, Sir Ghillean Prance e Simon Mayo, botanici inglesi; Sylvia Brautigam, sua curatrice; Tony Morrison, amico personale e stretto collaboratore.

## Riconoscimenti e onorificenze
- 1975: Cittadinanza onoraria di Rio de Janeiro
- 1976: Ordine dell'Impero Britannico
- 1979: Ordine Nazionale della Croce del Sud
- 1986: Membro della Società Linneana di Londra

## Opere
- M.Mee, Flowers of the Brazilian Forests, The Tryon Gallery, 1968, ISBN 0902189026.
- L.Smith e M.Mee, The Bromeliads: Jewels of the Tropics, Barnes, 1969, ISBN 0498068870.
- M.Mee, Flores do Amazona - Flowers of the Amazon, Record de Servicios da Imprensa, 1980.
- M.Mee, In Search of Flowers of the Amazon Forests, Nonesuch Expeditions Ltd, 1988, ISBN 1869901088.
- M.Mee e S.Mayo, Margaret Mee's Amazon: Paintings of Plants from Brazilian Amazonia, Royal Botanic Gardens, Kew, 1988, ISBN 9780947643133.
- M.Mee, Flowers of the Amazon, Pomegranate Europe Ltd, 1998, ISBN 1566400430.
- R:Stiff e M.Mee, Margaret Mee: Return to the Amazon, Seven Hills, 1997, ISBN 0112501133.
- R.Stiff e M.Mee, The Flowering Amazon, Royal Botanic Gardens. Kew, 2004, ISBN 1842460773.
- M.Mee, Margaret Mee's Amazon: The Diaries of an Artist Explorer, ACC Art Books, 2004, ISBN 1851494545.
- M.Mee, Flowers of the Amazon Forest: The Botanical Art of Margaret Mee, ACC Art Books, 2006, ISBN 1905377061.